# Volter Barli
Volter Barli (1275—1344/5) bio je srednjovekovni engleski sholastički filozof i logičar sa najmanje 50 dela pripisanih njemu. Diplomu Master of Arts je dobio 1301. i bio je član Merton Koledža Oksforda otprilike do 1310. Zatim je proveo šesnaest godina u Parizu, tamo je postao član univerziteta Sorbone do 1324. pa je posle 17 godina bio sveštenički broker u Engleskoj i u Avinjonu u Francuskoj. Barli se nije slagao sa Vilijamom Okamskim oko logike i filozofije prirode. Umro je oko 1344.

## Detinjstvo i mladost
Barli je rođen 1274. ili 1275. u Jorkširu. Malo se zna o njegovoj mladosti. On je postao rektor 1309. godine u VelBarliju, selu u Jorkširu, najverovatnije pod uticajem Ser Džona de Lajsla, prijatelja Vilijama Grinfilda. Tokom svoje karijere, on nije radio kao rektor, već je unajmljivao nekoga da ga zameni i prihode od toga je koristio da isfinansira svoje studije u Parizu, gde je završio svoje studije o delu Sentences (Presude) autora Petera Lombarda i gde se najverovatnije sreo sa radovima njegovog vršnjaka Vilijama Okamskog. Barlijeve kritike dela Sentences nisu opstale do danas.

## Politička karijera
Barli je postao dvoranin za vreme političkih događaja koji su pratili uklanjanja Edvarda II 1327. godine. Njegov prvi zadatak je bio da pokuša da izdejstvuje kanonizaciju Tomasa, drugog grofa Lančestera, koji je bio jedan od vođa baronske opozicije Edvarda II; Tomas je bio proglašen za sveca u par meseci nakon svoje smrti. Barli je bio poslat na papski dvor u Avinjonu da se žali direktno papi Jovanu XXII. Igrom slučaja, Vilijam Okamski je takođe boravio u Avinjonu, gde je 1324. odgovarao zbog optužbe moguće jeretičke izjave.
Barlijevi saradnici su takođe bili umešani u pokušaje kanonizacije, ali niko nije bio uspešan u tom pokušaju. Jedan od njegovih saradnika bio je i Ričard de Bari, bibliofil i pokrovitelj umetnosti i nauke, koji je kasnije postao i Barlijev pokrovitelj i koji je zahtevao od Barlija da prevede Aristotelova dela na engleski.

## Crkvena karijera
Barli je postao master teologije 1324. godine. U maju 1327. on je proglašen za kanon Čičestera od strane pape, ali je promenio poziciju 1332. i postao kanon u Velsu, gde je De Bari bio prota. De Bari je bio učesnik prevrata 1330. koji se završio pogubljenjem Mortimera i uzdigao Edvarda III na presto. Godine 1333. De Bari je proglašen za biskupa Darema od strane kralja, uprkos izboru monaha koji su proglasili i postavili Roberta de Grejnesa za biskupa. U februaru 1334. de Bari je postavljen za lorda blagajnika, čin koji je kasnije menjao za čin lorda kancelara. De Bari je oko sebe sakupio grupu intelektualaca, među kojima i Tomasa Ficralfa, Ričarda de Kilvingtona, Roberta Holkota, Tomasa Bredvordina i samog Barlija.

## Dela
Barli je jedan od prvih logičara koji je prepoznao da iskazni račun ima prednost nad predikatskim računom, uprkos tome što je predikatski račun bio glavni fokus logičara do tada. Barli je bio jedini logičar u 14. veku koji se zalagao za to da je princip „iz nemogućeg sve sledi”; (лат. ex impossibili sequitur quidlibet) koji je neophodan i dovoljan uslov za pojašnjavanje logičkog odnosa između anticedensa i konsekvence prethodnog i doslednog. On je takođe poznat po kritikama na komentarima o Aristotelovoj Fizici, koji uključuju quodlibet De Primo et ultimo instanti (oko 1320) i duže delo Expositio in libros octo de physico auditu. Barli je napisao 39 Kritika o Aristotelu i 32 Rasprave i pitanja (mnoge neizdate neizmenjene).
De Puritate Artis Logicae, u dve verzije:
- (pre 1324)
- (1325–28)

Ovo je glavni deo Barlijevog opusa, u kome pokriva teme kao što su istinitosni uslovi za složene rečenice, kao i pravila zaključivanja za različite tipove zaključaka. Ova knjiga je poznata po tome što je pisana posle Okamove Summa Logicae (1323), koja delom odgovara na nju. Ostali radovi uključuju:
- (1301)
- (1302)
- (1302)
- (1302)
- (1302)
- (ca. 1310)
- (ca. 1310)
- (after 1310)
- (1324-1326)
- (after 1337)

## Literatura
- Burley, Walter (1496). De intensione et remissione formarum (на језику: латинском). Venetijs: Ottaviano Scoto. Приступљено 2015-06-18.
- De Puritate Artis Logicae Tractatus Longior, with a revised edition of the Tractatus Brevior, ed. P. Boehner, New York: 1955.
- , trans. & ed. P.V. Spade, New Haven & London. On the Purity of the Art of Logic. The Shorter and Longer Treatises. Yale University Press. 2000.
- Frederick J. Down Scott, ур. (1970). De Formis. Munich: Verlag der Bayerischen Akademie der Wissenschaften. ISBN 978-3-7696-9004-0.
- Quaestiones super librum Posteriorum, ed. Mary Catherine Sommers, Toronto: Pontifical Institute of Mediaeval Studies, 2000.
- Questions on the De anima of Aristotle, by Adam Burley and Walter Burley, ed. Edward A. Synan, Leiden & New York: Brill, 1997.
- In physicam Aristotelis expositio et quaestiones, Hildesheim & New York: Georg Olms, 1972.
- Super artem veterem, [Porphiry and Aristotle], Venice, 1497 (anastatic reprint): Frankfurt a/M.: Minerva, 1967.
- Robert Grosseteste, In Aristotelis Posteriorum analyticorum libros, Walter Burleigh, Super libros Posteriorum analyticorum Aristotelis, Venice, 1514, (anastatic reprint): Frankfurt a/M.: Minerva, 1966.
- Commentarium in Aristotelis De Anima L.III, Manuscripts facsimiles: MS. Vaticano lat. 2151, f.1-88 [мртва веза], MS. Lambeth 143, f.76-138 [мртва веза], MS. Lambeth 74, f.33-109 [мртва веза], MS. Oxford Balliol College 92, f.9-200 [мртва веза], interactive paleography transcription by Mario Tonelotto, 2014.
- Böhner, Philotheus (1952), Medieval Logic: An Outline of Its Development from 1250 to C. 1400, Manchester University Press
- Broadie, Alexander (1987). Introduction to Medieval Logic (2nd изд.). Oxford: Clarendon Press.. 1993).
- Conti, Alessandro (ed.). A Companion to Walter Burley, Leiden: Brill 2013.
- Gracia, J. G. and Noone, T. B. A Companion to Philosophy in the Middle Ages, London 2003.
- Jacobi, Klaus (1993). Argumentationstheorie: Scholastische Forschungen Zu Den Logischen Und Semantischen Regeln Korrekten Folgerns. BRILL. ISBN 978-90-04-09822-0.
- Ottman, J.; Wood, R. (1999), „Walter of Burley – his Life and Works”, Vivarium: An International Journal for the Philosophy and Intellectual Life of the Middle Ages and Renaissance, 37, Brill
- Wood, Rega (1989). „Studies on Walter Burley 1968-1988”. Bulletin de la Philosophie Médiévale. 30: 233—250. doi:10.1484/J.BPM.3.388.
- Krieger, Gerhard, Studies on Walter Burley, 1989–1997, Vivarium, 37, (1999). стр. 94–100.

## Spoljašnje veze
- Conti, Alessandro. "Walter Burley". Stanford Encyclopedia of Philosophy.
- Walter Burley, Commentarium in Aristotelis De Anima L.III Critical Edition and Palaeography transcription by Mario Tonelotto